# Gorgônio Alves da Encarnação Neto
Gorgônio Alves da Encarnação Neto OTheat (* 17. September 1949 in Fartura) ist ein brasilianischer Ordensgeistlicher und emeritierter römisch-katholischer Bischof von Itapetininga.

## Leben
Gorgônio Alves da Encarnação Neto trat der Ordensgemeinschaft der Theatiner bei und empfing am 22. Dezember 1974 die Priesterweihe.
Papst Johannes Paul II. ernannte ihn am 15. April 1998 zum ersten Bischof des mit gleichem Datum errichteten Bistums Itapetininga. Der Erzbischof von Sorocaba, José Lambert Filho CSS, spendete ihm am 19. Juli desselben Jahres die Bischofsweihe; Mitkonsekratoren waren Fernando Legal SDB, Bischof von São Miguel Paulista, und Alano Maria Pena OP, Bischof von Nova Friburgo.
Papst Franziskus nahm am 25. Februar 2025 seinen altersbedingten Rücktritt an.